# Volby do Evropského parlamentu ve Francii 2019
Volby do Evropského parlamentu 2019 ve Francii proběhly 25. a 26. května 2019 v rámci celoevropských voleb do Evropského parlamentu (první den však hlasovaly pouze zámořské departmenty). Kvůli plánovanému odchodu Velké Británie z EU bylo zvoleno 79 poslanců (o pět více než v roce 2014)– pět z nich ovšem nenastoupí do úřadu, dokud Velká Británie skutečně neopustí EU.

## Situace před volbami
Hnutí En Marche!, založené Emmanuelem Macronem, vytvořilo koalici se stranami Mouvement démocrate, Agir, la droite constructive a Mouvement radical s názvem Renaissance (Obroda).
Hlavním tématem Národního sdružení byla imigrace, předsedkyně Marine Le Penové sázela na kampaň především v menších městech či na vesnicích a snažila se získat hlasy sympatizantů takzvaných žlutých vest.
Podle deníku Le Monde patřila mezi klíčová volební témata kupní síla Francouzů, postavení Francie v Evropě a ekologie.
V předvolebním průzkumu agentury Ifop získalo Národní sdružení 22,5 % hlasů, na druhém místě se umístilo hnutí En Marche! s 21,5 %. Průzkum institutu OpinionWay přisoudil Národnímu sdružení 24 % a En Marche! ve spojení s MoDem 21 %.

## Výsledky
Následující tabulka ukazuje strany, které překročily hranici pěti procent a získaly tak alespoň jeden mandát.
|                   | RN              | En Marche! – MoDem – Agir – MR | EELV          | LR - LC                 | FI          | PS–PP–ND–PRG       |
| ----------------- | --------------- | ------------------------------ | ------------- | ----------------------- | ----------- | ------------------ |
| Volební lídr      | Jordan Bardella | Nathalie Loiseau               | Yannick Jadot | François-Xavier Bellamy | Manon Aubry | Raphaël Glucksmann |
| Aliance v EP      | ID              | ALDE                           | EGP           | EPP                     | MLP         | PES                |
| Počet hlasů       | 5 286 939       | 5 079 015                      | 3 055 023     | 1 920 407               | 1 428 548   | 1 403 170          |
| Podíl             | 23,34 %         | 22,42 %                        | 13,48 %       | 8,48 %                  | 6,31 %      | 6,19 %             |
| Získaných mandátů | 23              | 23                             | 13            | 8                       | 6           | 6                  |

Volební účast byla 50,12 %.